# Henry Cliffe
Henry Cliffe, né en 1919 à Scarborough (Yorkshire), en Angleterre, et mort en 1983 à Corsham (Wiltshire), en Angleterre, est un peintre et lithographe anglais.